# Branoux-les-Taillades
Branoux-les-Taillades är en kommun i departementet Gard i regionen Occitanien i södra Frankrike. Kommunen ligger i kantonen La Grand-Combe som tillhör arrondissementet Alès. År 2022 hade Branoux-les-Taillades 1 297 invånare.

## Befolkningsutveckling
Antalet invånare i kommunen Branoux-les-Taillades
Referens:INSEE